# モデル・リリース
モデル・リリースとは、典型的には、写真の被写体が当該写真を公表することへの許諾に関して署名し作成する権利放棄書類をいう。署名者が当該素材に関し有する権利はモデル・リリースに記載された許諾および制限に服することとなるが、場合によっては被写体に対する金銭的補償と引き換えとなる。言論の自由の原則により、写真を公表するためにモデル・リリースは多くの場合で必須とまではいえないが、各国の法制度によって異なりうる。モデル・リリースは、写真の公表により人格権またはプライバシー権の侵害が発生しうる場合に必要となる。

## 米国におけるモデル・リリース

### 概要
モデル・リリースは、被写体が特定可能であっても、公共の場において撮影された写真を報道のために公表する場合には不要である。一般的に、写真の使用が取引に関するものや直接的に商業的なもの（商品、役務またはアイディアの広告等）でない限りモデル・リリースは不要である。被写体が特定可能な写真を公表する行為は、被写体が公共の場にいたとしても、当該被写体の署名のあるモデル・リリースなしでは民事責任を生じさせうる。
写真を撮影すること自体にはモデル・リリースは必要なく、写真を公表しようとする際に必要となることがあるに留まる。写真の公表により生じる責任は、特定の場合を除き公表行為を行った者にのみ生じる。写真の撮影者は、典型的には写真の公表者とは別人であり、通常は公表者に写真の利用を許諾している関係にあるだけだが、写真撮影の現場にあって許諾を得る機会があるのは撮影者であるため、撮影者が被写体からモデル・リリースを取得することが典型的である。その方が、撮影者にとっても後日幅広く当該写真に関するライセンス権を行使できるようになることも理由である。
モデル・リリースと権利放棄はプライバシーに関する法領域に属するものであり、著作権とは異なることに留意が必要である。また、モデル・リリースの必要性は写真の「公の利用」すなわち公表に関するものであり、有償（商業的利用）であると無償であるとを問わない。公共の場における写真の「撮影」行為や、そのように撮影された写真を個人的に閲覧しまたは非商業的に他人に見せることは、一般的には（少なくとも米国においては）法的な「公表」にあたらない。
モデル・リリースを取り巻く法的問題は複雑であり、法域によっても異なる。撮影者にとっては（リリースが存在するのであればその事実が適切に開示されており、かつその内容が公表を許諾するに適したものである限り）原則的に法的リスクを生じさせるものではないが、写真家の収入源の大部分がライセンス料に依存している場合は、業界における被ライセンス者が（広告での利用などのため）モデル・リリースを要求するため、ビジネス上撮影者がモデル・リリースを取得することの重要性は極めて大きくなる。他方、フォト・ジャーナリストは、報道機関また資格あるエディトリアル出版社に対し写真を販売して生計を立てられるため、被写体からモデル・リリースを取得する必要はほぼない。
撮影者が自ら写真を公表する場合には、自衛のためモデル・リリースが必要となる。ただし、写真の販売（インターネット通販含む）はリリースが必要となる「公表」にはあたらないと考えられており、同様にリリースが必要となる商業広告での利用などとは区別されている。

### モデル・リリースの種類
- 成人リリース

最も一般的に「モデル・リリース」と呼ばれる書面である。記載内容は成人の被写体に向けて作成されることが通常である。
- 未成年者リリース

未成年者である被写体に三人称で言及し、当該被写体の親権者または法定代理人に署名を求めるバージョンである。親権者または法定代理人の署名を欠く場合は、公表者にとって何ら法的保護を与えるものではなくなる。
- グループ・リリース

成人リリースのバリエーションであり、1枚の書面に複数の被写体向けに多数の署名欄が設けられたものである。

## 日本におけるモデル・リリース
日本には肖像権を明文で規定した法律はないが、判例で人格権の一部として認められている。
モデル・リリース取得済みでも、使用目的や使用期間がモデル・リリースの契約条件を超えるときは新たに覚書を交わすなど書面にしておくべきとされる。特に政治・宗教・病気などセンシティブな内容に関連する場合には事前に相談することが望ましいとされる。
また、人物がプロのモデルの場合であっても、モデル・リリース（肖像権使用同意書）を書面で交わすべきと考えられている。
街頭ロケ等でも承諾を得ていない場合には使用を避けたほうが無難とされ、承諾をとることが困難な群衆等の場合には個人を特定できないような形にすべきと考えられている。